# مینی درایور
مینی درایور (به انگلیسی: Minnie Driver) (زاده ۳۱ ژانویه ۱۹۷۰) بازیگر، خواننده و ترانه‌سرای انگلیسی است.
از فیلم‌های معروف او می‌توان به بازی در خفتگان و ویل هانتینگ خوب و همچنین فیلم‌های طلسم الا، بازگشت به من، شبح اپرا، بسیار عالی، قطار بی‌رحم، عروسی وایلد، گراس پوینت بلنک، مالک ماهونی، هذیان‌گو، زنبوردار، تصادف، محکومیت، ناندور فودور و خدنگ سخنگو، اثر موج‌دار، حلقه دوستان و من آن را یک سال می‌دهم اشاره کرد.